# Joseph-Hermas Leclerc
Pour l’article homonyme, voir Leclerc.
Joseph-Hermas Leclerc (Saint-Germain-de-Grantham, 12 juillet 1877 – 4 octobre 1945) est un industriel et homme politique fédéral et municipal du Québec.

## Biographie
Né à Saint-Germain-de-Grantham dans l'actuelle région du Centre-du-Québec, M. Leclerc arrive à Granby en 1914 afin d'y fonder la Crèmerie de Granby à l'hiver 1914-1915 qui sera plus tard connue sous le nom de La Laiterie de Granby et la Laiterie Leclerc. Un an plus tard, la crèmerie est la première de la ville et la septième de la province à offrir du lait pasteurisé.
De 1923 à 1934, il préside la commission scolaire de Granby et agit à titre de conseiller municipal entre 1925 et 1930. Il devient également maire de Granby de 1933 à 1939.
Élu député du Parti libéral du Canada dans la circonscription fédérale de Shefford en 1935, il est réélu en 1940. Il ne se représenta pas en 1945.

## Honneurs
- 1947 : On renomme le boulevard Jacques-Cartier de Granby pour le boulevard Leclerc[3]
- 1964 : Inauguration de la fontaine Leclerc à Granby[4]
- 1971 : Inauguration de l'école secondaire Joseph-Hermas (J.-H.) Leclerc[1]